# 9977 Kentakunimoto

9977 Kentakunimoto

9977 Kentakunimoto eller 1994 AH är en asteroid i huvudbältet som upptäcktes den 2 januari 1994 av den japanska astronomen Takao Kobayashi vid Ōizumi-observatoriet. Den är uppkallad efter Kenta Kunimoto.
Den tillhör asteroidgruppen Koronis.